# Styx (Verdon)
Styx je název místa v soutěsce Gorges du Verdon,  nacházejícího se v katastru francouzské obce La Palud-sur-Verdon v regionu Provence-Alpes-Côte d'Azur. V tomto místě se údolí řeky Verdon zužuje a vytváří úzkou klikatou soutěsku, než vody Verdonu zmizí o několik metrů dál v obrovské hromadě sutě. Soutěska je od jedné stěny ke druhé široká jen 1 až 2 metry.

## Historie
Lokalitu Styx pojmenoval podle Styxu z řecké mytologie francouzský speleolog Edouard-Alfred Martel se svým týmem v roce 1905 při průzkumu soutěsky Gorges du Verdon, který si vyžádalo ministerstvo zemědělství.

## Přístupnost
Styx je dostupný po turistické stezce Sentier de l'Imbut vytesané do skalních úbočí soutěsky Gorges du Verdon. Tento turistický chodník začíná na parkovišti na departementální silnici D71 spojující obce Trigance a Aiguines. V letní sezoně je přes Styx provozován profesionálními průvodci canyoning. 

## Galerie

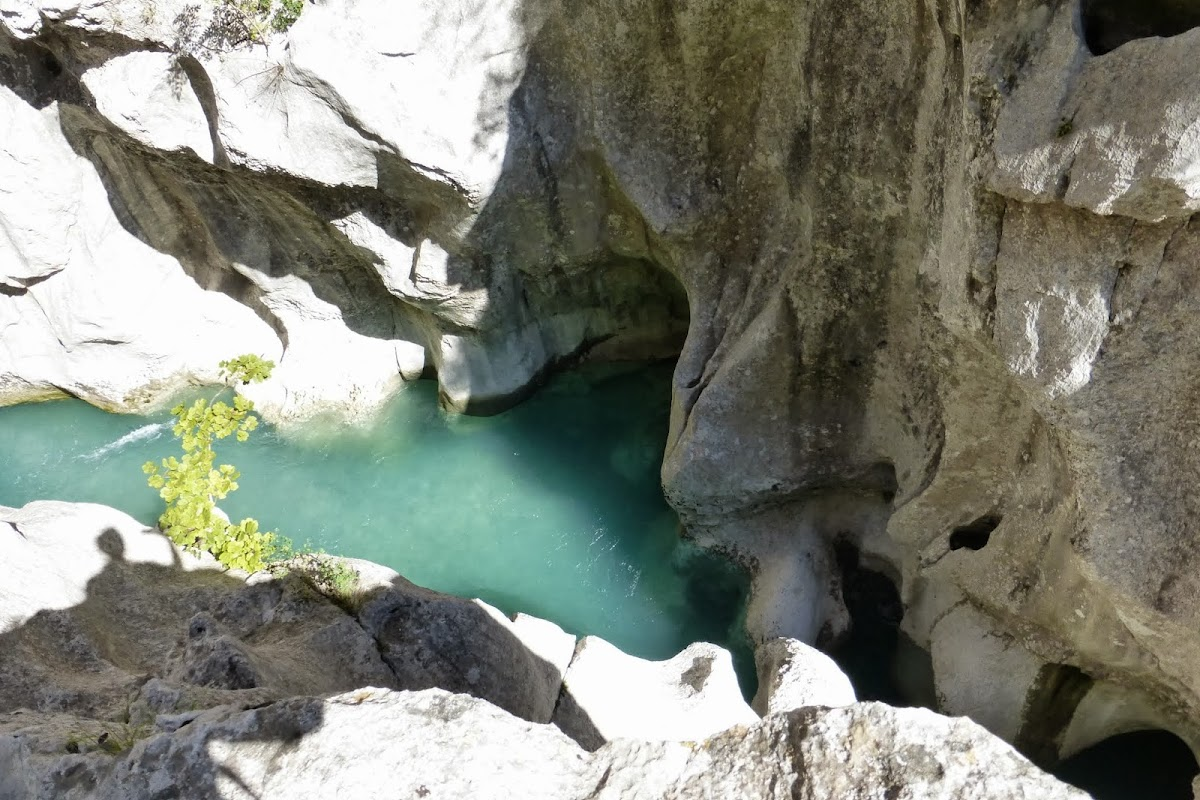
pohled na Styx v soutěsce Gorges du Verdon
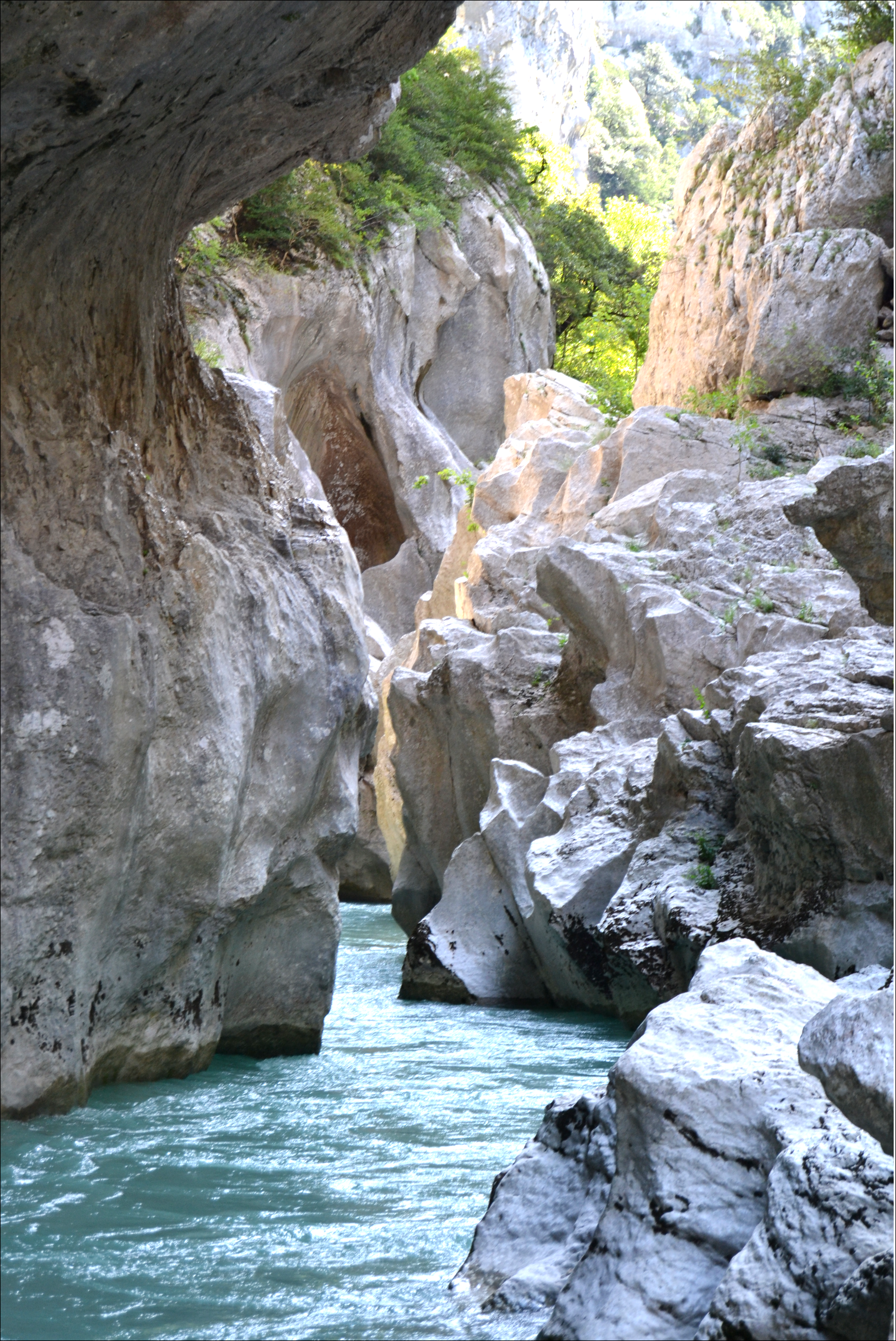
pohled na Styx v soutěsce Gorges du Verdon